# Emile Zoir
Carl Emil (Emile) Zoir, född 28 november 1861[källa behövs] i Göteborg, död 11 april 1936 i Göteborg, var en svensk målare och tecknare.

## Biografi
Emil Zoir var son till timmermannen Johannes Karlsson och Johanna Andersson och från 1894 gift med Hildegard Rygård. Han studerade vid Tekniska skolan i Göteborg fram till 1880 och förde därefter en kosmopolitisk tillvaro. I början av 1880-talet reste han till England för att ta sig vidare till Amerika. Väl där studerade han under flera år vid Institute of Fine Arts i Boston och fullbordade sin utbildning med studier vid École des Beaux-Arts i Paris 1890–1894 innan han återvände till Amerika. Efter något i år Amerika bosatte han sig i Paris 1896 men växlade ständigt uppehållsort genom resor runt om i Europa. Han flyttade 1907 till Göteborg men även här var han rastlös och genomförde flera längre utlandsresor. 
Zoir medverkade i en lång rad internationella utställningar bland annat världsutställningen i Liège 1905, Venedigbiennalen[när?], Parissalongen[när?], Secessionens utställning i München[när?], Espozione Internazionale i Rom, Erste Internationale Graphische Kunst-Ausstellung i Leipzig och Baltiska utställningen i Malmö 1914. Han hade separatutställning på Galeries d´Allard i Paris som omfattade 116 verk[när?]. I Sverige ställde han ut på Olsens konstsalong i Göteborg[när?] och på Göteborgs konstförening i Valandhuset 1907 samt Lilla utställningen i Stockholm[när?]. I januari 1926 hade han separatutställning på Göteborgs Konsthall. Under namnet Sången om Bohuslän arrangerade han 1934 en samlingsutställning med verk av Auguste Rodin, Charles Cottet och honom själv på Konstnärshuset i Stockholm. 
Under sina många resor i Amerika och Europa skapade han ett stort kontaktnät och vann viss berömmelse, men hans måleri väckte inte någon större uppskattning i Sverige utan sågs med likgiltighet. Hans konst består av porträtt, arbetande människor, stadsmotiv från Brügge, Venedig, Stockholm och Visby. Ofta återkommande är ensamma stormpiskade träd och hukande människor som tungsint stirrar ut över havet. Zoir är representerad vid Malmö museum och ett flertal utländska museer bland annat Luxembourgmuseet i Paris. Han är begravd på Östra kyrkogården i Göteborg.

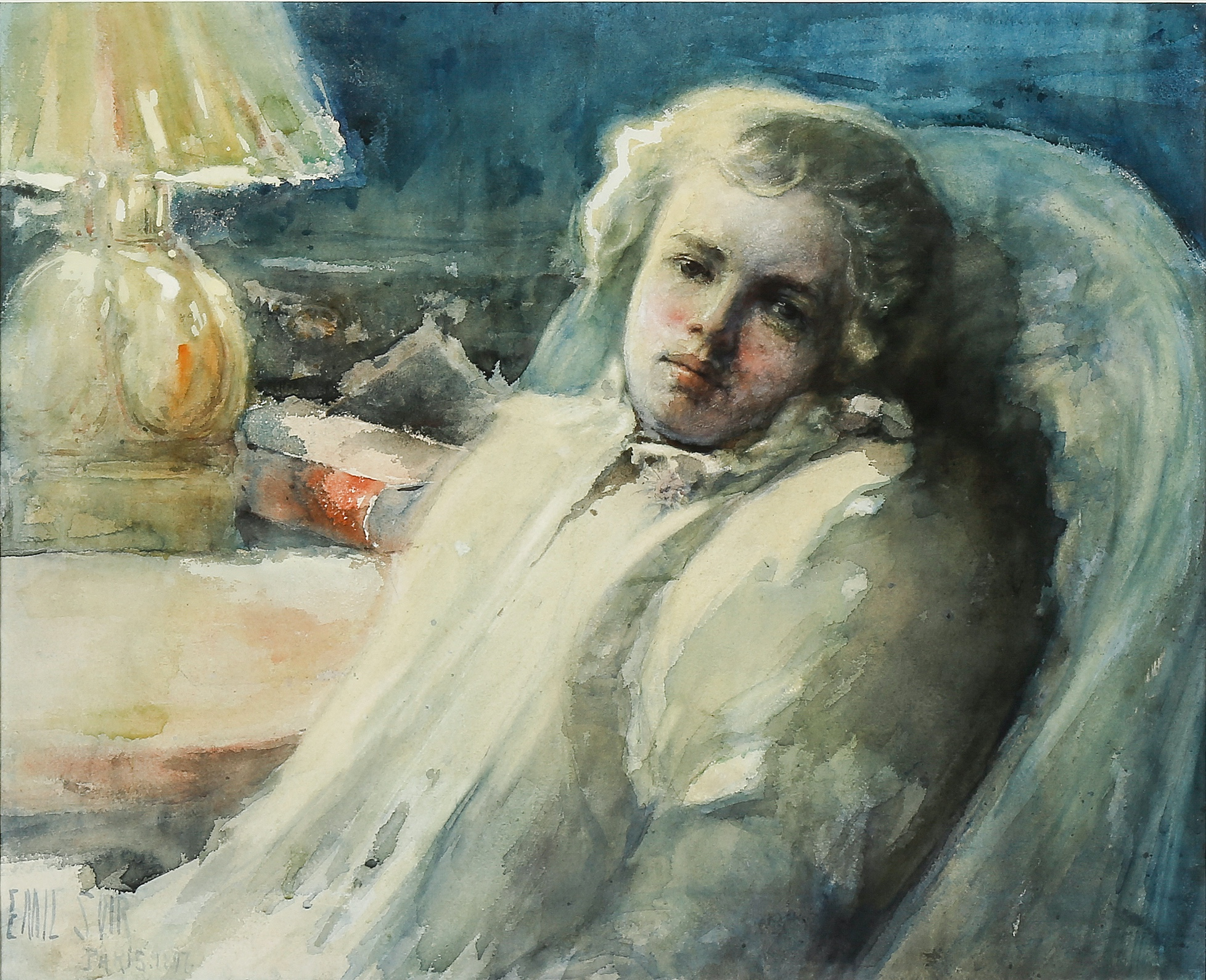
Flicka vid läslampa, akvarell, 1897.
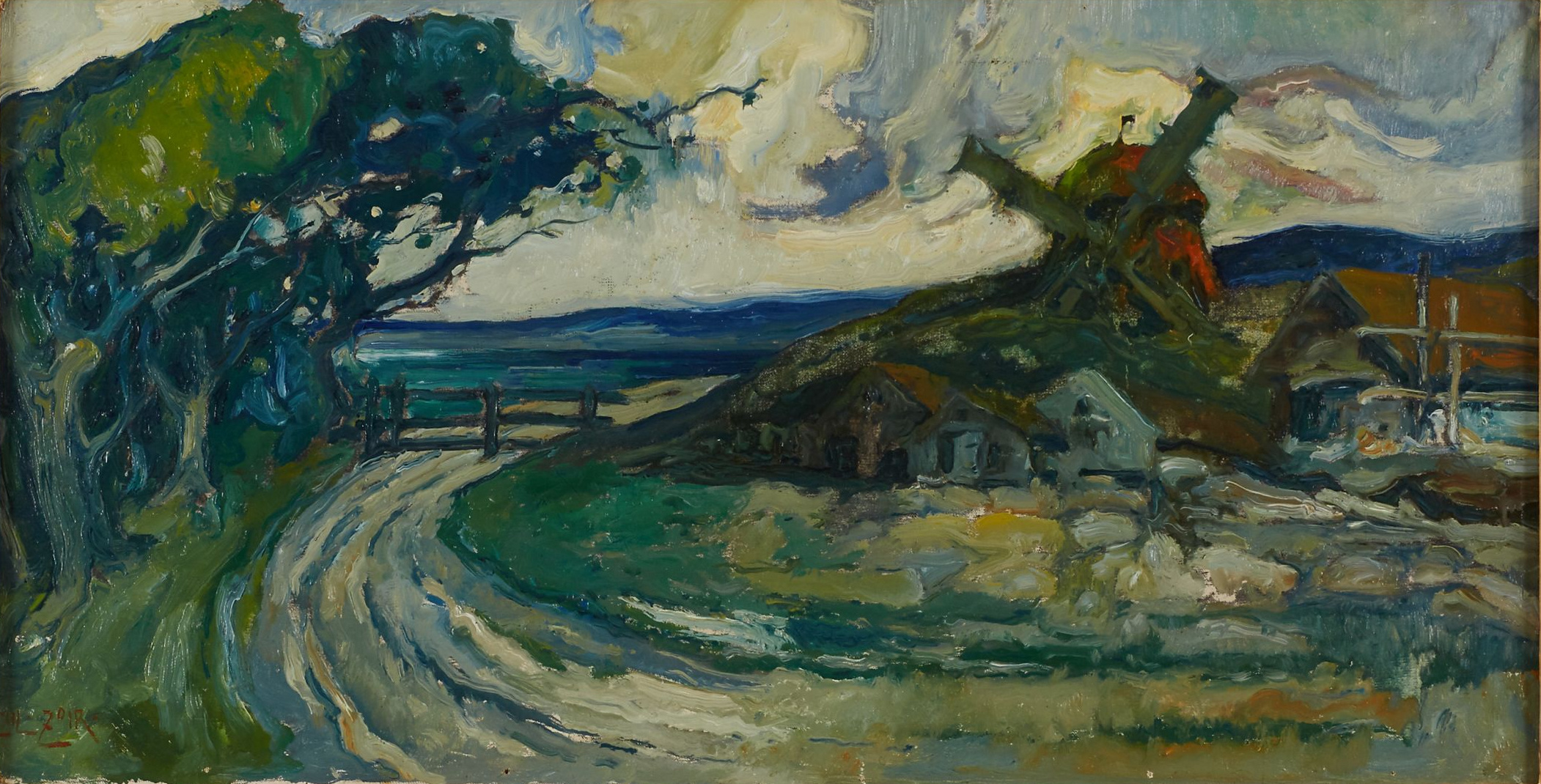
Komposition med kvarn, oljemålning, årtal okänt.
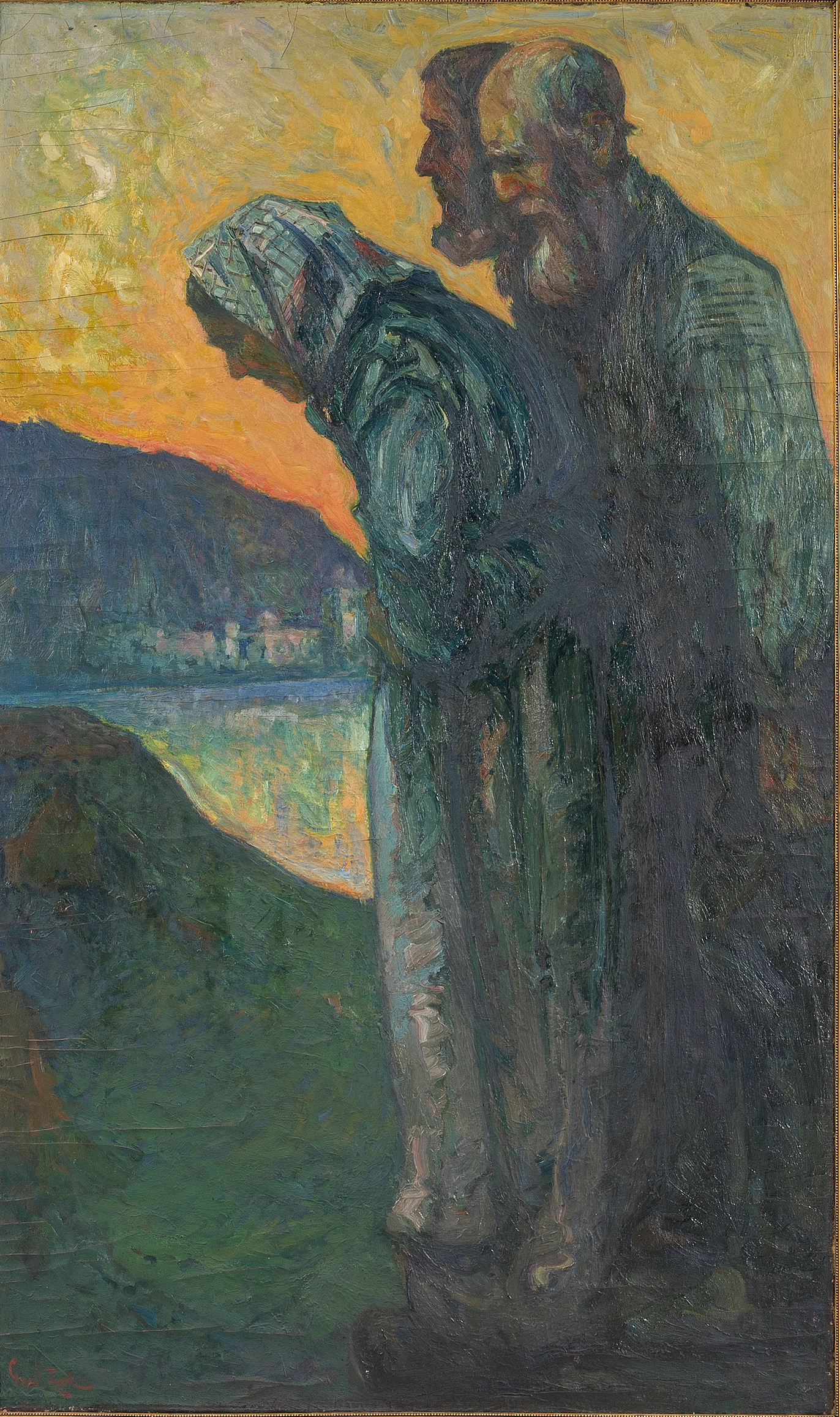
Figurer i skymning, oljemålning, årtal okänt.